# Torri Higginson
Torri Higginson, właśc. Sarah Victoria Higginson (ur. 6 grudnia 1969 w Burlington w Kanadzie) – kanadyjska aktorka. odtwórczyni roli dr Elizabeth Weir w serialu fantastycznonaukowym Sci Fi Gwiezdne wrota (2004) i Gwiezdne wrota: Atlantyda (2004–2008). Ukończyła Guildhall School of Music and Drama w Londynie.

## Filmografia

### Filmy
- 1996: Angielski pacjent (The English Patient) jako Mary
- 2001: Noc wigilijna jako Abby Wrigley

### Seriale
- 1994: TekWar jako Beth Kittridge
- 1997: Czynnik PSI jako Blythe Hall
- 1997: Po tamtej stronie jako Alyssa Selwyn
- 2000: Życie do poprawki jako Becca Curtis
- 2002: Rozkosz pożądania jako Kate
- 2004: Gwiezdne wrota jako dr Elizabeth Weir
- 2004–2008: Gwiezdne wrota: Atlantyda jako dr Elizabeth Weir
- 2007–2009: Agenci NCIS jako dr Jordan Hampton
- 2008: Jedenasta godzina jako Alex
- 2011: Zabójcze umysły: Okiem sprawcy jako pielęgniarka Karen
- 2011: Chase jako Sandra
- 2015–2017: Dark Matter jako Delaney Truffault